# Àcid pipemídic
L'àcid pipemídic és un antibiòtic que pertany al grup de les quinolones. Va ser sintetitzat per Shimuzu el 1975. Està en el mateix subgrup que l'àcid nalidíxic i el piromídic.
Té un gran espectre d'activitat i és molt eficaç davant de molts de microorganismes:
- microorganismes sensibles
  - Escrerichia
  - Klebsiella
  - Proteus
  - Yersinia
  - Shigella
  - activitat variable per a estreptococ i estafilococ

A Espanya es comercialitza sota els noms de Nuril i Galusan.